# Camaxtli
Camaxtli was de stamgod van de Tlaxcalteken en (onder andere namen) van de Otomí en Chichimeken.
Camaxtli was een van de vier scheppende goden, en de god van de jacht, de oorlog, de hoop en het vuur, dat hij zou hebben uitgevonden. Camaxtli vertoond sterke overeenkomsten met de Azteekse Mixcoatl, en was waarschijnlijk dan ook gewoon de Tlaxcalteekse versie van Mixcoatl, hoewel er in het oude Mexico ook plaatsen waren waar Mixcoatl als Camaxtli vereerd werden als twee verschillende goden.